# Rosalíadecastro
Rosalíadecastro ist ein etwa 239 Lichtjahre von der Erde entfernter Stern der Spektralklasse G0 IV im Sternbild Schlangenträger mit einer Rektaszension von 16h 32m 51s und einer Deklination von +02° 05′ 05″. Er besitzt eine scheinbare Helligkeit von 7,9 mag. Im Jahr 2005 wurde mit Hilfe der Radialgeschwindigkeitsmethode ein extrasolarer Planeten entdeckt, der diesen Stern mit einer Umlaufzeit von 4,07 Tagen umkreist und von der IAU im Jahr 2019 offiziell Riosar genannt wird. Der Begleiter ist ein Hot Jupiter und weist eine Mindestmasse von 1,3 Jupitermassen auf. Die große Halbachse seiner Bahn entspricht ca. 0,05 Astronomischen Einheiten.

## Namensgebung
Der Stern wurde nach der spanischen Schriftstellerin und Lyrikerin Rosalía de Castro (1837–1895) benannt. Der Begleiter wiederum wurde nach dem Fluss Sar benannt (Riosar), welcher eine Rolle im Werk der Dichterin spielt.